# Krijgspaard

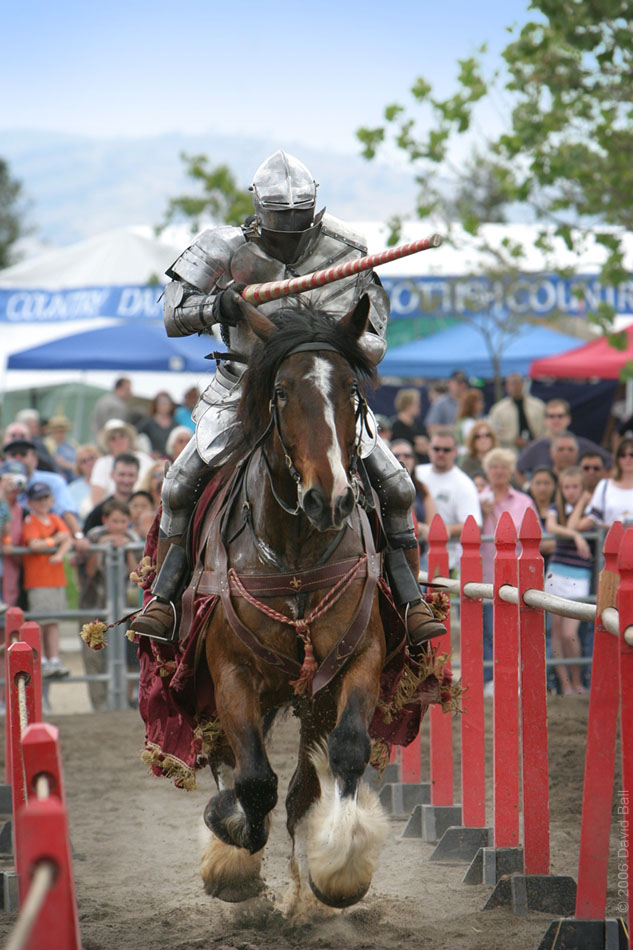
Een steekspel op een renaissancemarkt, uitgevoerd in laat-middeleeuwse harnassen

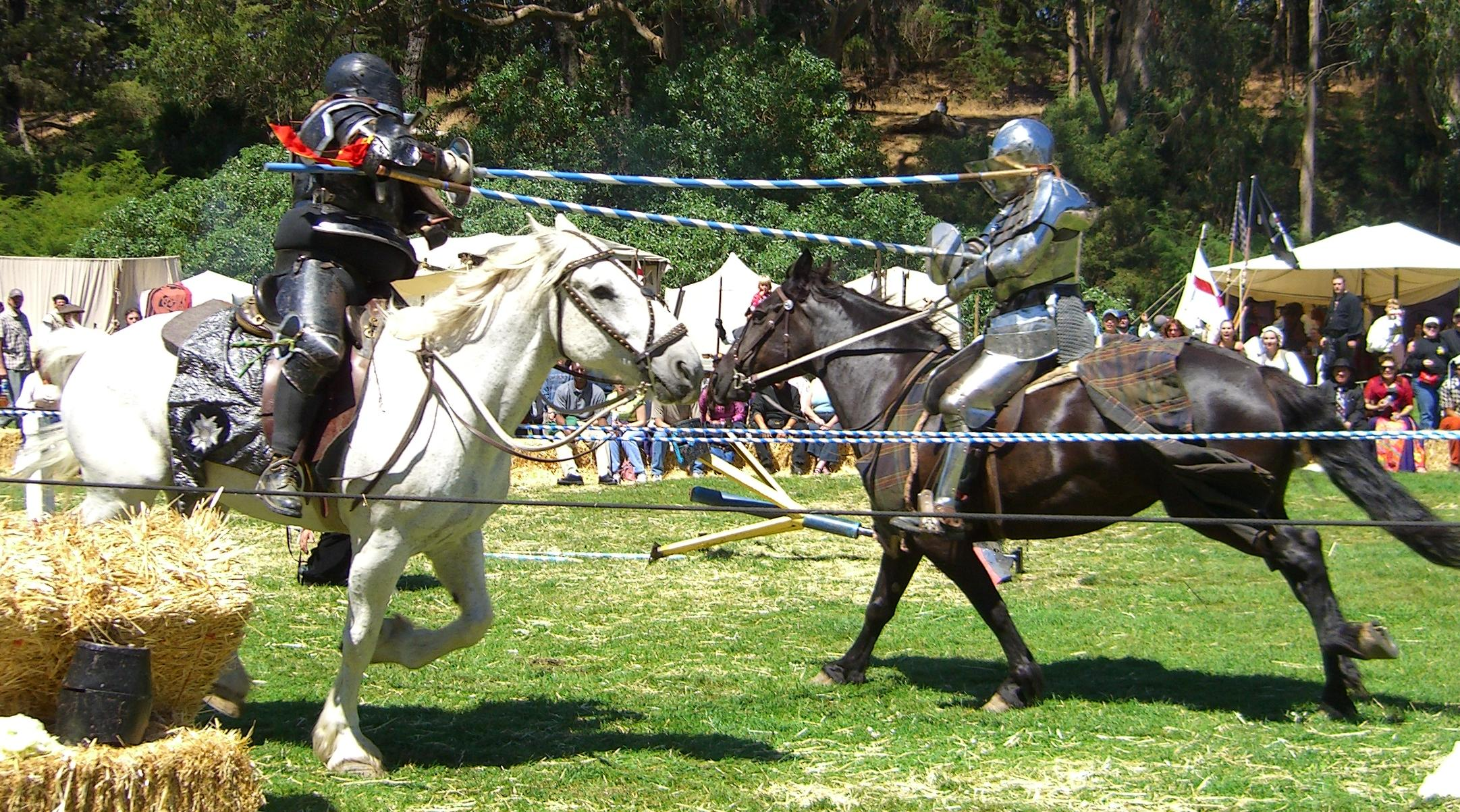
Hedendaags 'renaissancetoernooi'

Het eerste gebruik van krijgspaarden dateert van meer dan vijfduizend jaar geleden. Het vroegste bewijs van het gebruik van paarden in de oorlogsvoering dateert uit het Eurazië van tussen 4000 en 3000 v.Chr. 
Een Sumerische illustratie uit 2500 v.Chr. toont paardachtige dieren, die wagens trekken in een oorlogssituatie. Rond 1600 v.Chr. maakte een verbeterd ontwerp van zowel de strijdwagen als de paardentuigage oorlog met strijdwagens in het gehele Oude Nabije Oosten een gewone zaak. De vroegste geschreven handleiding voor het trainen van krijgspaarden was een gids voor de opleiding van strijdwagenpaarden, die uit 1350 v.Chr. stamt. 
Toen formele cavalerie-tactieken de strijdwagen vervingen, ontstonden er nieuwe opleidingsmethoden voor krijgspaarden. Rond 360 v.Chr. schreef de Oud-Griekse cavalerie-officier Xenophon een uitgebreide verhandeling over de toenmalige paardensport. De doeltreffendheid van krijgspaarden beleefde in het midden van het eerste millennium n.Chr. een verdere revolutie door verbeteringen in de technologie, waaronder de uitvinding van het zadel, de stijgbeugel en later de borsttuigage.
Het meest geroemde strijdpaard waarop middeleeuwse ridders ten strijde trokken was de destriër. Dit soort paard werd jarenlang opgeleid en kostte een klein vermogen. De destriër (uit het Volkslatijn voor 'rechtsgericht') beheerste bijvoorbeeld zijwaartse gangen. Het was een verhoudingsgewijs zeldzaam paard, dat in de late middeleeuwen ook gebruikt werd voor riddertoernooien. Door meer gewone lieden werden andere typen krijgspaarden gebruikt. Voor het gewonere werk werden de courser en de rouncey ingezet. 
In de renaissance kwam het barokpaard in de mode. Dit is een temperamentvol, wendbaar paard dat teruggaat op de Andalusiër. Deze paarden werden hogelijk gewaardeerd vanwege hun talent voor Hogeschool dressuur, waarbij de paarden oefeningen doen die typisch zijn voor krijgspaarden zoals: levade (steigeren op commando), capriool (sprong met achterwaartse trap) en pirouette. 
Een bekend krijgspaard was Marengo, het lievelingspaard van Napoleon, dat hij bereed tijdens vele van zijn veldslagen. Zijn tegenstander, de Hertog van Wellington, streed tegen Napoleon in de Slag bij Waterloo en reed daarbij op Copenhagen.

## Afbeeldingen

Krijgspaard
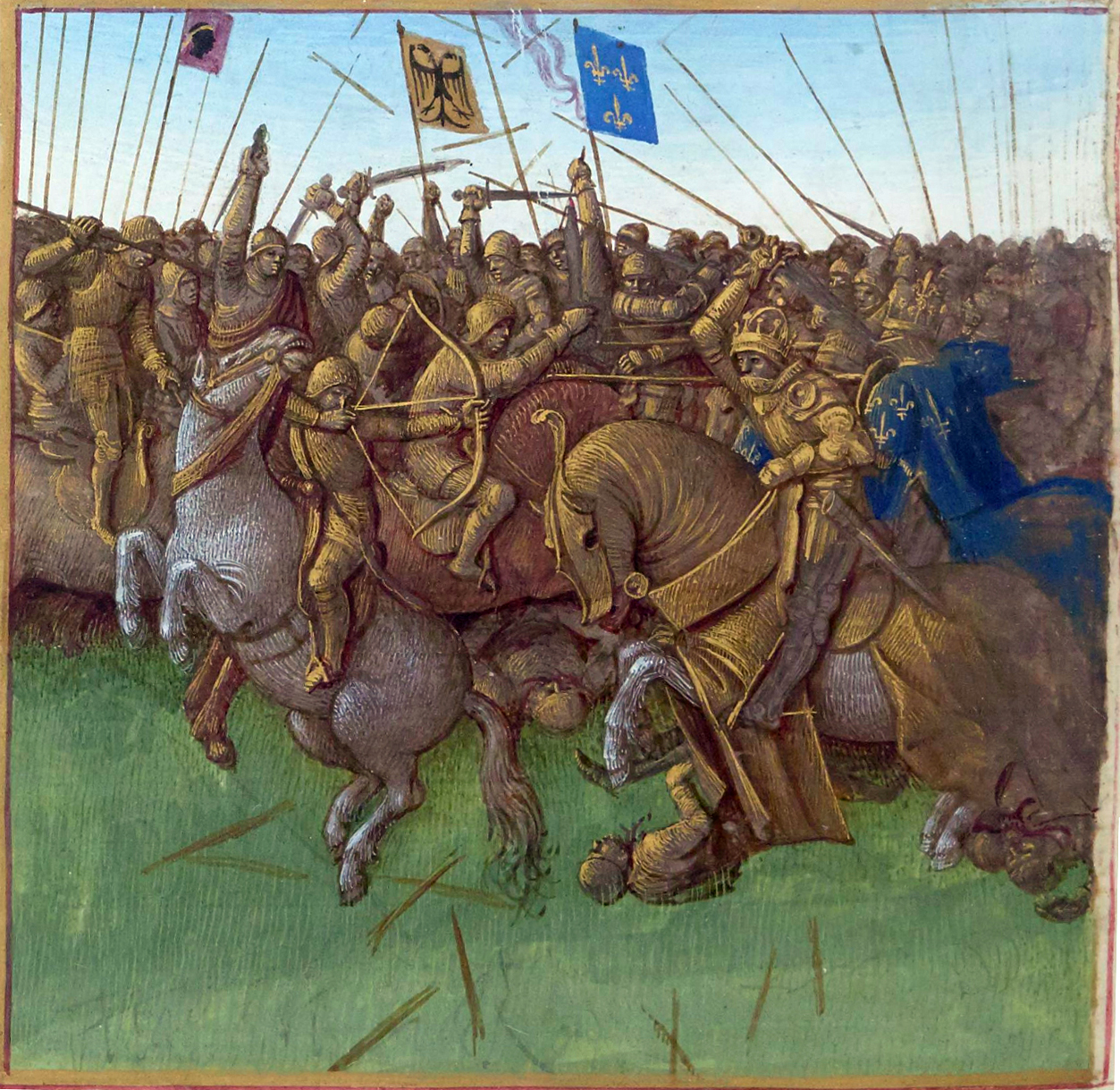
Riddergevecht met een destriër (rechtsvoor)
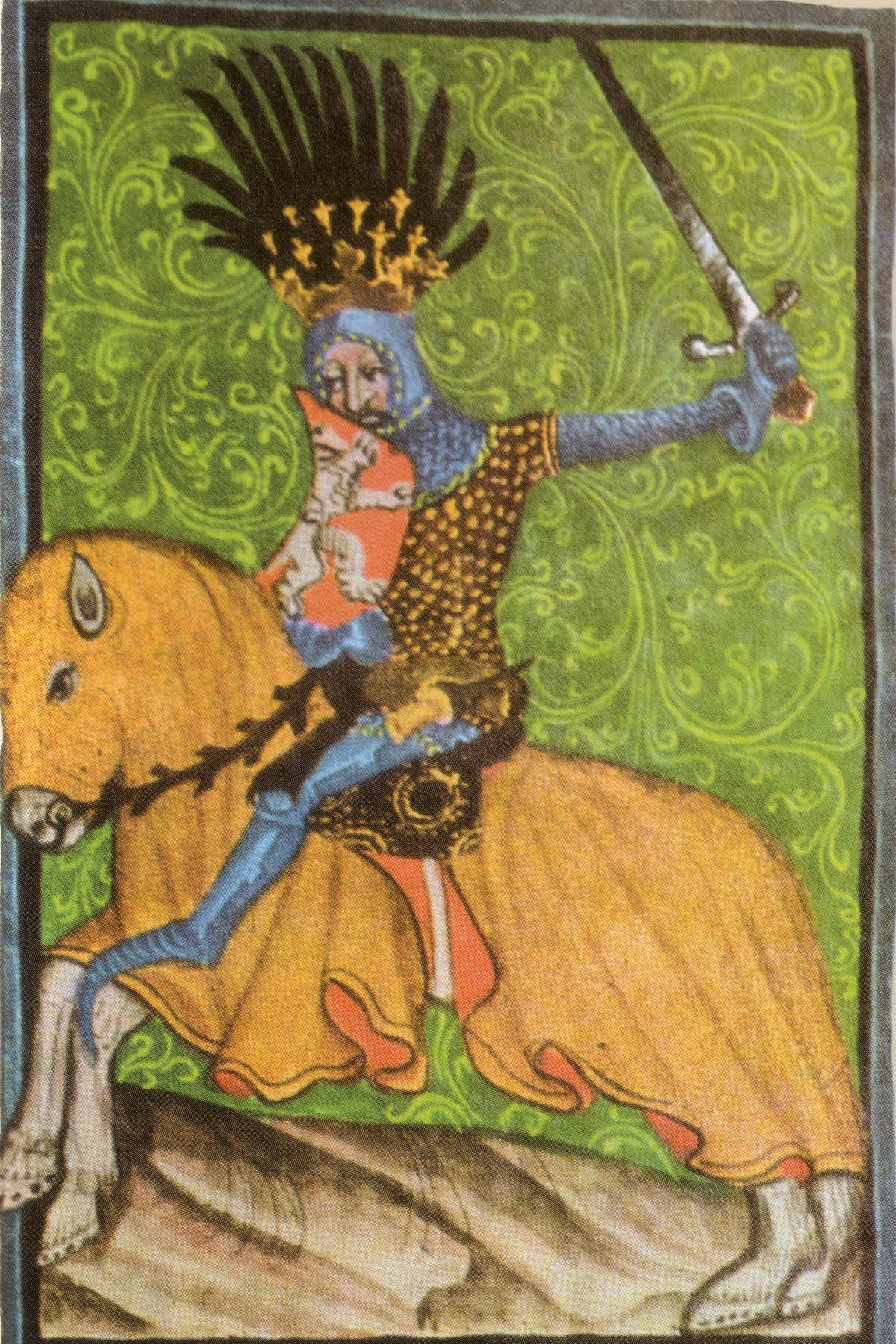
Jan de Blinde op zijn destriër
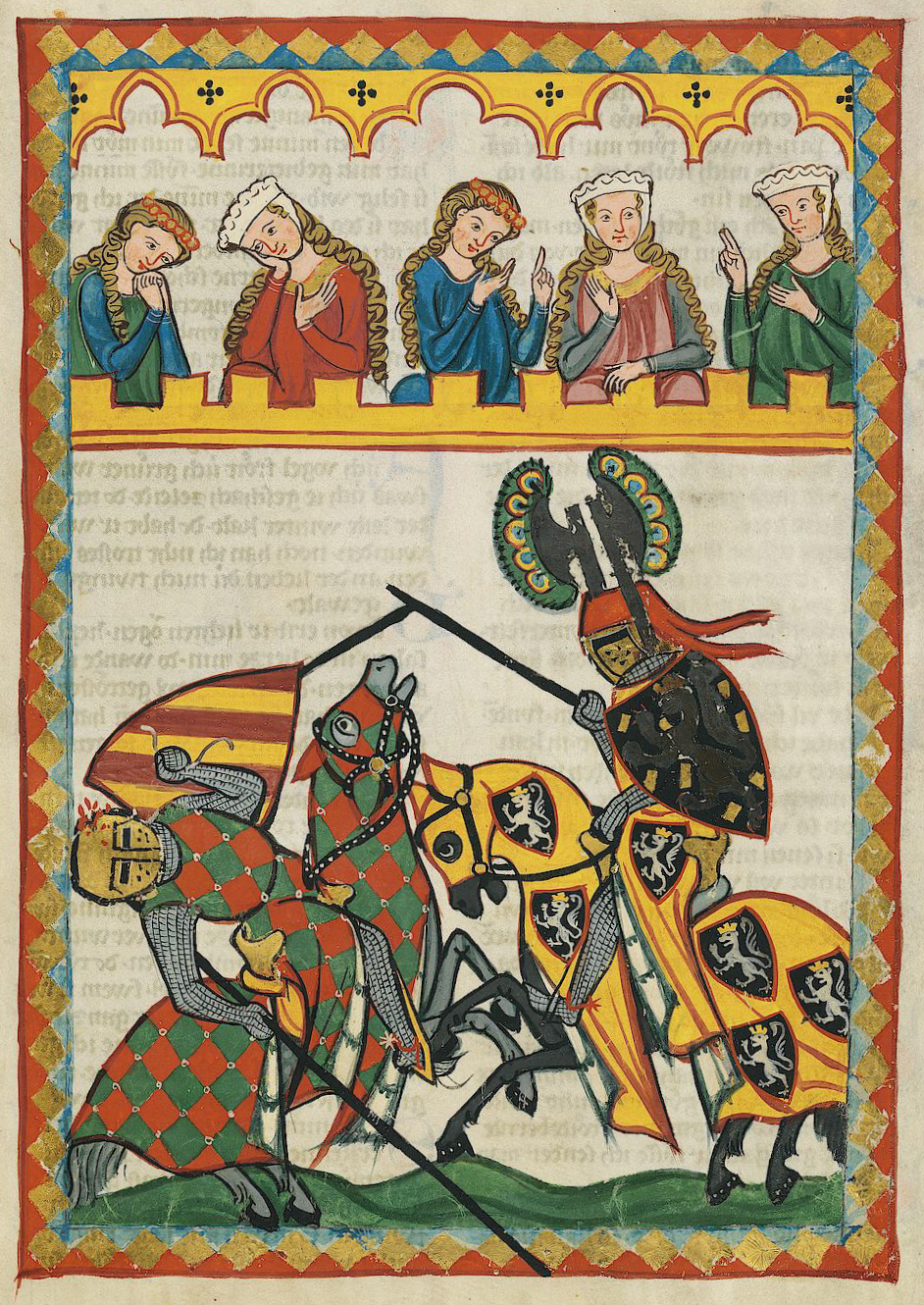
Steekspel met destriër
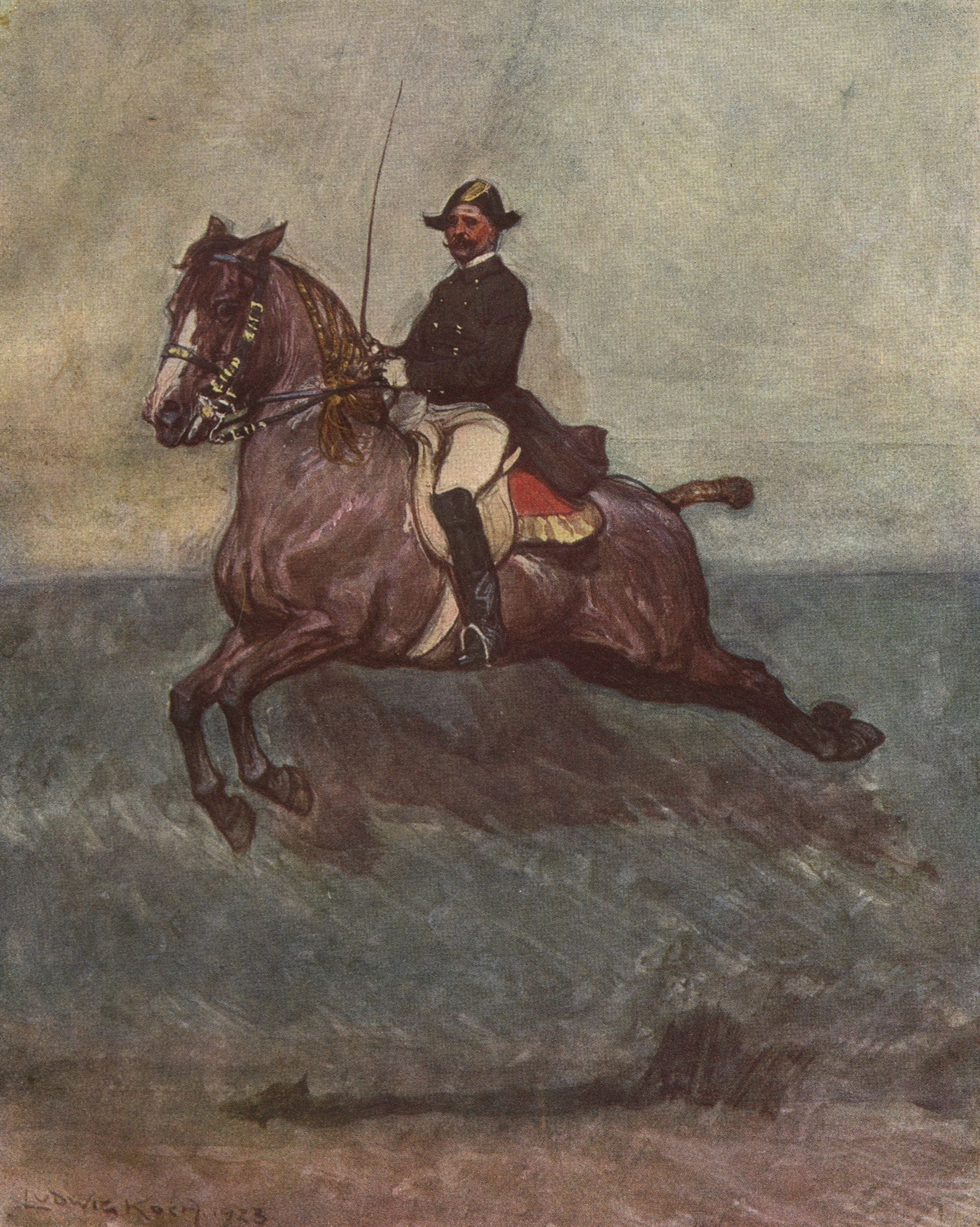
Hogeschool dressuur: capriool